# Тегусигальпа
Тегусига́льпа (исп. Tegucigalpa [teɣusiˈɣalpa]) — столица (с 1880) и крупнейший город Гондураса. Население — 1 157 509 жителей (перепись 2013 года); прогноз на 2023 год — 1 326 460 жителей. Город расположен среди гор центральной части страны, в долине реки Чолутека на высоте около 1000 м над уровнем моря. Тегусигальпа также является столицей департамента Франсиско Морасан.

## Этимология
Самая распространённая версия названия «Тегусигальпа» — слово происходит от «тегусгальпа» (аст. tecuzgalpa) языка индейцев науатль, что в переводе означает «серебряные холмы».
Гватемальский исследователь Фавио Родосо выдвигал версию о происхождении названия Tegucigalpa, что это слово на языке науатль означает «птица». Существовали и другие гипотезы, выдвинутые двумя мексиканскими экспертами Игнасио Давила Гариби и Альфредо Баррера Васкеса, заключающиеся в том, что слово «Тегусигальпа» происходит от Текустликаллипан (аст. Tecuztlicallipan) — «Местожительство богачей», или Текуцинкальпан (аст. Tecuhtzincalpan или Tekohtsinkalpan) — «Место дома сеньора Амандо» или «Место дома богатого сеньора».
Слова с суффиксом -альпа существуют в языке сумо мисумальпской языковой семьи, который был широко распространён на территории Гондураса до прихода ацтеков.
По оценке Е. М. Поспелова, название городу дано на ацтекском языке и включает личное имя «Тегуси» и элемент -гальпа, означающий «возле дома такого-то», то есть указывает, что селение, ставшее со временем столичным городом, возникло «возле дома Тегуси».
Ни одна из версий, кроме официальной, пока не получила широкого распространения.

## География
Британская энциклопедия сообщает, что город расположен на высоте 3200 футов (980 м) над уровнем моря в холмах, окружённых более высокими горами. Столица Гондураса условно разделена рекой Чолутека на две половины — гористую и равнинную. Под равниной подразумевается часть города, расположенная на склонах горы Эль-Пикачо, а несколько районов — на плоскогорье Комаягуа.
Основная особенность Тегусигальпы — мягкий климат и свежий воздух. Город постоянно овевается горными ветрами, а кроме того, на склонах близлежащих гор сохранились сосновые леса, несущие жителям прохладу.
| Показатель                    | Янв. | Фев. | Март | Апр. | Май  | Июнь | Июль | Авг. | Сен. | Окт. | Нояб. | Дек. | Год  |
| ----------------------------- | ---- | ---- | ---- | ---- | ---- | ---- | ---- | ---- | ---- | ---- | ----- | ---- | ---- |
| Абсолютный максимум, °C       | 34,8 | 36,0 | 36,0 | 35,6 | 36,9 | 34,8 | 34,4 | 32,6 | 34,2 | 32,8 | 32,8  | 33,0 | 36,9 |
| Средний суточный максимум, °C | 26,8 | 28,3 | 30,2 | 31,2 | 30,5 | 29,3 | 28,5 | 29,2 | 29,1 | 27,8 | 26,7  | 26,6 | 28,7 |
| Средняя температура, °C       | 19,7 | 20,9 | 22,2 | 23,7 | 23,7 | 22,8 | 22,4 | 22,7 | 22,4 | 21,8 | 20,7  | 20,1 | 21,9 |
| Средний суточный минимум, °C  | 14,3 | 14,6 | 15,2 | 17,2 | 18,1 | 18,1 | 17,9 | 17,8 | 17,7 | 17,5 | 16,0  | 15,1 | 16,6 |
| Абсолютный минимум, °C        | 4,5  | 7,2  | 4,7  | 10,0 | 11,1 | 12,4 | 11,9 | 11,7 | 11,0 | 11,4 | 7,0   | 6,8  | 4,5  |
| Норма осадков, мм             | 6    | 7    | 6    | 41   | 67   | 104  | 67   | 55   | 84   | 79   | 26    | 11   | 550  |
| Источник: Погода и Климат     |      |      |      |      |      |      |      |      |      |      |       |      |      |

### Ураган Митч
22 октября 1998 года воды юго-западной части Карибского моря породили тропическую депрессию, через сутки переросшую в тропический ураган, получивший название Митч. Набирая мощь, Митч несся на север и уже к 26 октября его сила превысила 12 баллов, порождая продолжительные ветра скоростью до 290 километров в час и порывами до 320.
30 октября 1998 года в результате этого урагана город Тегусигальпа сильно пострадал. Часть района города Комаягуа, а также некоторые другие места вдоль реки Чолутека были разрушены. Дожди и ливни сопровождали ураган на протяжении пяти дней, насыщая грунт водой и приводя к оползням по всей стране, но более всего — в столице вдоль реки Чолутека. Без крова остались десятки тысяч жителей, а действующий мэр города Сесар Кастелланос погиб, инспектируя пострадавшие районы.

## История

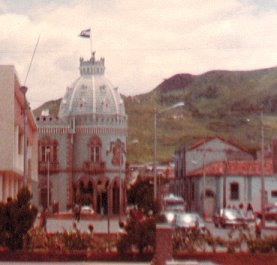
Бывший президентский дворец

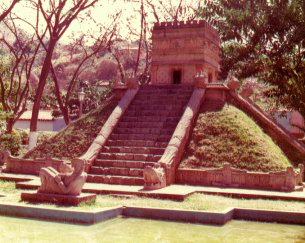
Образец архитектуры доколумбовского периода

Тегусигальпа была основана 29 сентября 1578 года на месте уже существующего поселения индейцев. Первоначальное название города было Сан Мигель де Тегусигальпа де Эредиа. В то время это был центр серебряных и золотых рудников. Первой столицей Гондураса был портовый город Трухильо. Позднее столицу перенесли в город Грасиас в западном департаменте Лемпира. С 1824 по 1880 год столицу неоднократно переносили из Тегусигальпы в Комаягуа и обратно, и Тегусигальпа окончательно стала столицей в 1880 году. Одной из причин окончательного переноса столицы в Тегусигальпу было желание тогдашнего президента Марко Аурелио Сото быть ближе к своему горному бизнесу по добыче серебра, который находился в 40 км от города. Ещё одним популярным объяснением является то, что Комаягуа сильно пострадала в результате гражданской войны.
В 1938 году город Комаягуэла на другом берегу реки Чолутека был включён в состав Тегусигальпы. В результате этого объединения был сформирован муниципальный Центральный район. За 1950-е годы население Тегусигальпы выросло почти на 75 %, а за следующее десятилетие — ещё более чем на 80 %, к 1980 году достигло 400 тысяч человек, а к 1989 году более чем 575 тысяч. Сейчас город переживает «бум», выходя за пределы колониального города и продолжая расти быстрыми темпами, но довольно хаотично.
С конца XX века в Тегусигальпе появилось множество макиладор — сборочных предприятий, освобождённых от налогов. В отличие от прочих центральноамериканских столиц, население которых составляет более половины от общего числа городских жителей в соответствующих странах, доля Тегусигальпы в городском населении Гондураса значительно ниже, поскольку в стране имеется ещё один город с сопоставимым числом жителей — Сан-Педро-Сула. Вместе они к началу XXI века были местом жительства для почти 75 % городского населения страны и 25 % населения Гондураса в целом. Население города растёт, среди прочего, благодаря экономическим мигрантам, которые приезжают в столицу из провинции в поисках работы и лучшего будущего.

## Администрация
Администрация города состоит из мэра и пяти советников из разных политических партий. Мэром города был избран представитель Национальной партии Гондураса Насри Асфура.

## Транспорт
Тегусигальпа — одна из немногих столиц в мире, с которой нет железнодорожного сообщения, и в значительной мере зависит от воздушных перевозок. Другой способ доставки грузов — по действующему в любую погоду Межокеанскому шоссе из Пуэрто-Кортеса на берегу Карибского моря или из Сан-Лоренсо на Тихом океане. С Межокеанским пересекается Панамериканское шоссе, которое, однако, напрямую в Тегусигальпу не ведёт.

### Аэропорт

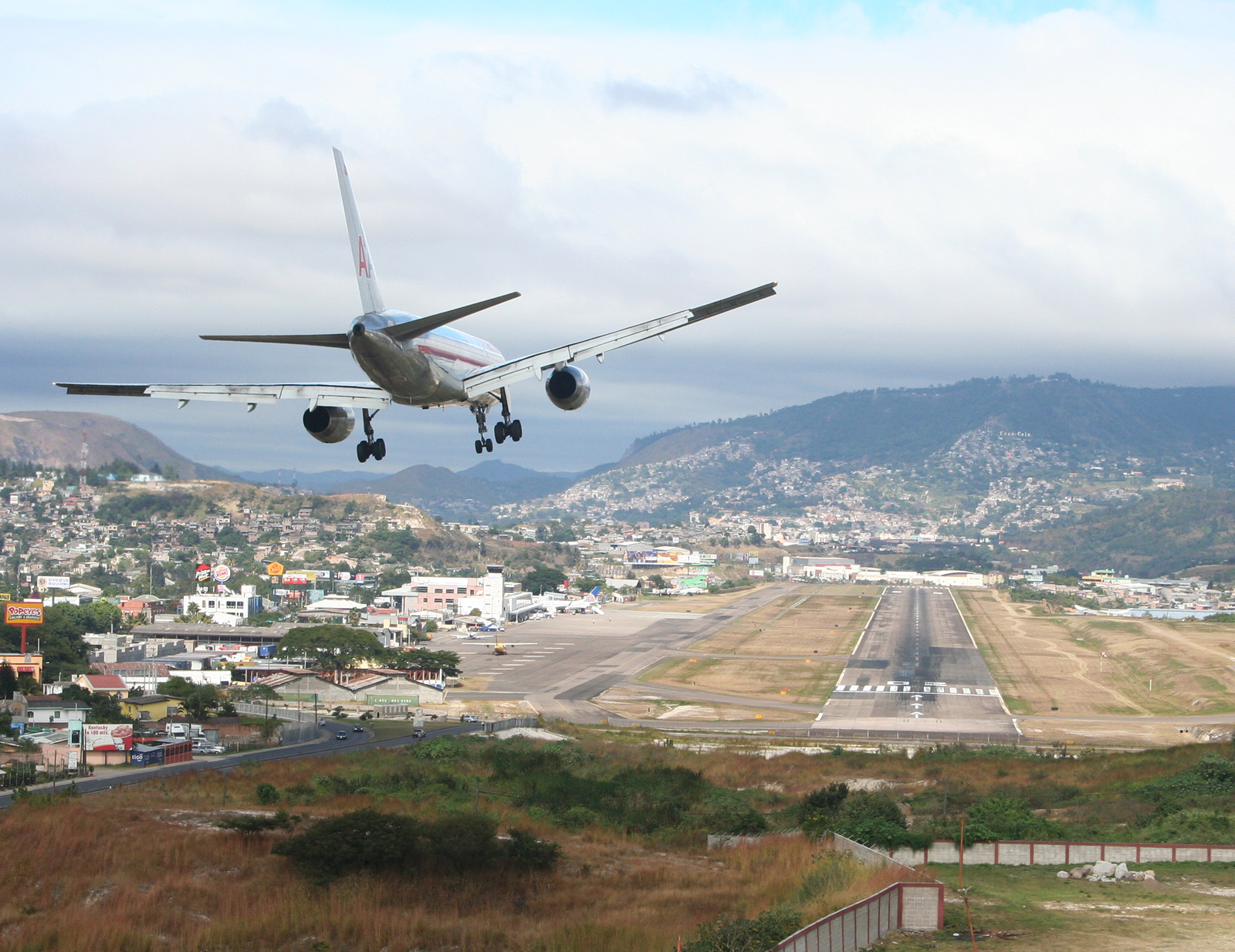
Аэропорт «Тонконтин»

Международный аэропорт Тонконтин (Toncontin) служит главным аэропортом для прилетающих и вылетающих из Тегусигальпы. Происхождение этого названия неизвестно. Этот аэропорт часто критикуется за то, что он входит в десятку самых опасных аэропортов мира из-за его местоположения рядом с горной цепью, его слишком короткой взлётно-посадочной полосы (до 2009 года — 1863 м, теперь — 2021 м) и сложного подлёта, который требует, чтобы большие коммерческие самолёты выполнили напряжённую шпильку влево. Из-за рельефа местности манёвр разворота выполняется на низкой высоте. В течение многих лет предпринимались усилия, чтобы заменить Тонконтин аэропортом Палмерола (исп. Palmerola) в Комаягуа, который в настоящее время является авиабазой ВВС США и Гондураса.
30 мая 2008 года в аэропорту произошла авиакатастрофа, в результате которой самолёт авиакомпании TACA соскользнул со взлётно-посадочной полосы и врезался в набережную, уничтожив несколько автомобилей. В результате крушения погибло 5 и получило ранения 65 человек. Эта катастрофа была не первой. 21 октября 1989 года Боинг 727-200 компании TAN-SAHSA врезался в гору при заходе на посадку — погиб 131 человек из 146, находившихся на борту. Президент Гондураса Мануэль Селайя объявил, что в течение нескольких лет все коммерческие полёты будут осуществляться через аэропорт Палмерола.

## Достопримечательности
Главная достопримечательность города — церковь Иглесия-де-Сан-Франциско. Большая часть современной церкви возведена в 1740 году, хотя само здание начало сооружаться в 1592 году. Она имеет величественный внешний вид и интерьер в традиционном испанском стиле.
Перед парковой зоной Парке-Сентраль стоит собор Михаила Архангела, строившийся почти 20 лет, с 1765 по 1782 год. Он имеет золочёный алтарь и резной каменный крест, являющиеся объектами паломничества туристов.
Помещение старого университета Антигуа Паранинфо-Университариа в настоящее время используемый как художественный музей.
Южнее Парке-Сентраль возвышается комплекс Национальной художественной галереи, или Паранинфо с собранием произведений искусства Центральной Америки.
Национальный университет первоначально был построен как женский монастырь. По соседству с Национальным университетом расположен комплекс Национального конгресса — главное правительственное здание страны. В квартале западнее находится Президентский дворец, в котором размещается Исторический музей республики.
Особого внимания заслуживает улица Кайе-Пеатональ или Пешеходная улица, заполненная магазинами, кафе и уличными лавочками. Западнее раскинулся уютный и тенистый Парке-Эррера, на южной стороне которого расположен комплекс Национального театра Мануэль Бонийя, построенный в 1915 году и являющийся почти точной копией парижского здания Атени-Комик.
В Парке-Ла-Конкордия выставлены точные копии скульптур майя культуры Копан, хранящихся в музеях страны. На северо-западе можно встретить небольшую куполообразную церковь Иглесия-де-Нуэстра-Сеньора-де-Лос-Долорес, построенную в 1732 году. Её фасад украшен библейскими сценами, а внутри расположен уникальный алтарь, обладающий, по мнению некоторых жителей, чудодейственными свойствами.
В двух кварталах западнее Лос-Долорес находится особняк Вилла-Рой, дом президента Хулио Лосано Диаса, в котором сейчас размещается Национальный музей антропологии и истории с обширной экспозицией по истории страны и маленькой библиотекой.

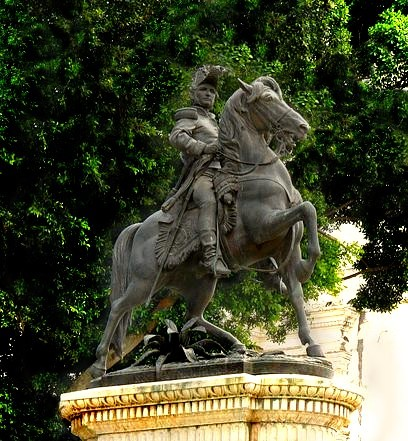
Памятник Франсиско Морасану

Площадь Морасан также считается одной из центральных частей города и используется как популярное место встреч и место проведения общественных мероприятий. Статуя в центре площади установлена в честь национального героя Франсиско Морасана. В его родном доме сегодня расположена Национальная библиотека. На восточном краю площади возвышается белоснежный фасад собора Сан-Мигель, построенного в 1782 году.
Севернее площади Морасан раскинулись старые предместья, бывшие некогда районом проживания богатых эмигрантов. Склоны холма Серро-эль-Пикачо буквально усеяны старыми зданиями, напоминающим о колониальном прошлом столицы.
В Парке-де-лас-Насионес-Унидас возвышается самый молодой памятник столицы — массивный монумент Кристо-дель-Пикачо (1997 г.), от подножия которого открывается захватывающая панорама города и окрестностей.
К востоку от центра начинается респектабельный район под названием Колониа-Пальмира, где сосредоточена большая часть иностранных посольств, роскошных гостиниц и богатых резиденций столицы. На востоке столицы находится бульвар Морасан — центр развлечений Тегусигальпы. Его часто называют также как Ла-Зона-Вива. Бульвар граничит с главным стадионом страны — Эстадо-Насьональ.
Монумент Ла-Пас, видимый южнее стадиона, построен в честь окончания «футбольной войны» 1969 года, в которой погибли около двух тысяч человек. Заслуживают внимания Музей военной истории в парке Валье — частное собрание предметов доколумбовых культур Америки — Сала-Банкатлан (открыт с 9:00 до 15:00) на бульваре Мирафлорес, Музей естествознания в комплексе Национального автономного университета Гондураса (UNAH) с обширной экспозицией различных экосистем страны.
Главный рынок столицы — Сан-Исидро — протянулся между 6-й авенидой и Калье-Уно от речного моста Пуэнте-Кариас.
Вблизи от Тегусигальпуы расположен один из двух национальных парков Гондураса - Ла-Тигра.

## Известные жители
- Мануэль де Адалид-и-Гамеро ― композитор, дирижёр и педагог.
- Мигель Эусебио Бустаманте — президент Гондураса (1827).

## Города-побратимы
- Мадрид, Испания
- Лима, Перу
- Тайбэй, Тайвань
- Богота, Колумбия
- Белу-Оризонти (порт. Belo Horizonte), Бразилия
- Нью-Орлеан, Соединённые Штаты Америки
- Гвадалахара, Мексика
- Гватемала, Гватемала
- Канзас-Сити, Соединённые Штаты Америки